# Arrampicata ai Giochi mondiali 2005
L'edizione dei Giochi mondiali 2005 a Duisburg è stata la prima volta in cui l'arrampicata ha partecipato ai Giochi mondiali.
Si sono disputate due specialità, difficoltà e velocità e hanno partecipato in tutto 32 atleti: otto uomini e otto donne per la difficoltà, otto uomini e otto donne per la velocità.

## Specialità lead

### Uomini
| Pos. | Atleta                   | Paese         |
| ---- | ------------------------ | ------------- |
|      | Patxi Usobiaga           | Spagna        |
|      | Alexandre Chabot         | Francia       |
|      | Tomás Mrázek             | Rep. Ceca     |
| 4    | Vadim Vinokur            | Stati Uniti   |
| 5    | Daniel Jung              | Germania      |
| 6    | Ramón Julián Puigblanque | Spagna        |
| 7    | Sangwon Son              | Corea del Sud |
| 8    | James Kassay             | Australia     |

### Donne
| Pos. | Atleta            | Paese         |
| ---- | ----------------- | ------------- |
|      | Angela Eiter      | Austria       |
|      | Natalija Gros     | Slovenia      |
|      | Marietta Uhden    | Germania      |
| 4    | Jain Kim          | Corea del Sud |
| 5    | Muriel Sarkany    | Belgio        |
| 6    | Francis Rodriguez | Venezuela     |
| 7    | Samantha Berry    | Australia     |
| 8    | Emily Harrington  | Stati Uniti   |

## Specialità velocità

### Uomini
| Pos. | Atleta                 | Paese         |
| ---- | ---------------------- | ------------- |
|      | Alexander Peshekhonov  | Russia        |
|      | Sergey Sinitsyn        | Russia        |
|      | Evgenii Vaitcekhovskii | Russia        |
| 4    | Manuel Escobar         | Venezuela     |
| 5    | Patrick Cassiday       | Stati Uniti   |
| 6    | Jaha Kim               | Corea del Sud |
| 7    | Leonel De Las Salas    | Venezuela     |
| 7    | Sebastian Hartung      | Germania      |

### Donne
| Pos. | Atleta           | Paese       |
| ---- | ---------------- | ----------- |
|      | Anna Stenkovaya  | Russia      |
|      | Olena Ryepko     | Ucraina     |
|      | Tatiana Ruyga    | Russia      |
| 4    | Valentina Yurina | Russia      |
| 5    | Alex Johnson     | Stati Uniti |
| 6    | Lisa Knoche      | Germania    |
| 7    | Evi Neliwati     | Indonesia   |
| 8    | Lucelia Blanco   | Venezuela   |